# Tenchu
Tenchu  (en japonés: 天誅) es el título de un popular videojuego de sigilo, donde los jugadores asumen el rol de un ninja. El título en un término japonés que, traducido al español, literalmente significaría castigo del cielo en la parte Ten-(en japonés: 天) y en la parte de -chu (en japonés: 誅), significaría pena de muerte; además los japoneses la usaban para matar a sus enemigos o traidores por decirlo así.
Tenchu es conocido por su estilo de juego con sigilo, y por su historia situada en el Japón Feudal. Fue uno de los primeros juegos de ninja en incorporar el sigilo, algo muy crucial en el aspecto del Ninjutsu. Sin embargo, además de poseer aspectos tradicionales de las batallas de artes marciales, el juego incorpora elementos de fantasía y mitología japonesa.

## Historia
La serie toma lugar en el Japón feudal. La historia original gira en torno a dos ninjas: Rikimaru (en japonés: 力丸 )y Ayame (en japonés: 彩女). Rikimaru es más fuerte que Ayame, pero relativamente lento. Ella es más rápida que Rikimaru (y hace más combos), pero es más débil que él. Ambos han sido miembros del clan ninja Azuma desde la niñez. 
Otro de los personajes jugables, un tercer ninja, quien también es parte de la historia, se hace disponible si el jugador termina todas las misiones de Rikimaru y Ayame (solo en Tenchu 2 y 3). 
En Tenchu 2 es Tatsumaru, un ninja que prefiere combatir a base de puños y patadas, aunque es el portador original de la mítica espada Izayoi. Es como un hermano para Rikimaru y Ayame, siendo mucho más joven que su mentor pero aun así un muy poderoso luchador. Y en Tenchu 3 el tercer personaje es Tesshu, un doctor de día y un asesino de noche. Como Tatsumaru, él también combate desarmado, pero su arma primaria es un juego de agujas usadas para lanzar y apuñalar.
Los dos ninjas están al servicio del heroico Lord Gohda, y trabajan para él como sus espías secretos para romper con la corrupción en su provincia. Sin embargo, el malvado y demoníaco Lord Mei-Oh busca destruir a Lord Gohda y, usando a sus guerreros demoníacos Onikage, quiere causar destrozos a través de toda la provincia de Lord Gohda.
Aunque Mei-Oh fue asesinado en el primer juego, Onikage apareció en todas las sub-secuelas (excepto en Fatal Shadows) y es el archienemigo de los dos ninjas protagonistas, especialmente Rikimaru. Otro personaje quien también aparece con mayor frecuencia es la Princesa Kiku, la hija de Lord Gohda, quien es con frecuencia la típica damisela en apuros.
La historia ha sido continuamente expandida con el lanzamiento de la nueva saga de Tenchu. Ordenándolos cronológicamente y contando solo con la trama principal, los juegos lanzados serían los siguientes.

### Saga principal
- Tenchu: Stealth Assassins es la versión occidental del juego. Salió para PlayStation en 1998
- Tenchu 2: Birth of the Stealth Assassins es actualmente la precuela del Stealth Assassins. Salió para PlayStation en 2000.
- Tenchu: Fatal Shadows es una parte de la historia, enfocándose en Ayame y un nuevo personaje llamado Rin. Ocurre entre Stealth Assassins y Wrath of Heaven. Apareció en PlayStation 2 en 2004 y en PSP en 2009
- Tenchu: Wrath of Heaven la continuación Stealth Assassins. Apareció en PlayStation 2 en 2003, un año más tarde una versión para Xbox, y en 2009 un port del último para PSP
- Tenchu Z el juego de la XBOX 360. La historia se centra en un ninja entrenado por Rikimaru. En éste se destaca un nuevo modo de juego: el mismo jugador crea a su propio ninja, y además cuenta con modo en línea y un gameplay cooperativo.
- Tenchu 4: Shadow Assassins 2009 juego realizado para la consola Wii y PSP. Continuación de Wrath of Heaven.

### Spin - off's
- Dimensional Ninja Action Movie: Tenchu es el lanzamiento original, solo en Japón
- Tenchu: Shinobi Gaisen la actualización del Stealth Assassins, solo en Japón.
- Tenchu: Return from Darkness la versión para Xbox del Wrath of Heaven. Contiene nuevas misiones y la posibilidad de jugar en línea en la Xbox Live.
- Tenchu: Time of the Assassins el juego de la PSP. Destaca el editor de misiones y el modo cooperativo a través de Ad hoc.
- Tenchu: Dark Secret el juego de la Nintendo DS.
- Tenchu: Shadow Assault minijuego disponible para descarga a través de Xbox Live, para Xbox 360

## Personajes

### Principales
- Rikimaru

El actual líder del clan Azuma Ninja, bajo el servicio de Lord Gohda. El maneja la espada Izayoi, la cual se pasa de generación en generación de los sucesivos líderes del clan Azuma. Su maestro y predecesor como líder del clan fue  Azuma Shiunsai, quien fue asesinado por otro miembro del clan, Tatsumaru. Dedicado y honorable, Rikimaru podría sacrificar su propia vida sin vacilación, algo que él hace al final de Stealth Assassins solo para reaparecer en Wrath of Heaven desde la oscuridad. 
Sin embargo, no debe ser subestimado y no muestra compasión hacia su oponente, algo que el recuerda constantemente cada vez que piensa en su cicatriz, justo sobre su ojo derecho, dejado por Tatsumaru. Su habilidad para guardar su compostura y su sentido del destino, le permite sobrellevar misiones que otros podrían considerar suicidas.
- Ayame

Fue la última estudiante elegida por el maestro Shiunsai, el ahora difunto líder del clan Azuma Ninja. Durante el período del golpe de Estado, se dice que Shiunsai viajó a Kioto solo para encontrar todo en ruinas.
Fue entonces cuando el allí vio a una niña, en estado de shock, viendo cadáveres que flotaban río abajo, incapaz de recordar nada, excepto su propio nombre y edad. Shiunsai se vio incapaz de salir de allí sin ella, pero sin la certeza de cómo podría ayudarla. Eventualmente, decidió llevársela con él para convertirla en toda una kunoichi (mujer ninja). Ayame se destaca por su habilidad con las cuchillas y por su gran velocidad.
Ayame tiene mucho respeto por Rikimaru desde que eran niños, luchando junto a él y dispuesta a sacrificarse por él si fuera necesario. Desarrolla una relación fuerte con Kiku, la hija de Lord Gohda. Después de la muerte de la Lady Kei, Ayame vio a Kiku como una joven hermana para ella. Como símbolo de su relación, Ayame y Kiku siempre llevan sus Sisters Bells (en español: Campanas de Hermanas) cerca de sus corazones. Ayame protegerá a Kiku a toda costa y a cualquier precio.

### Secundarios
- Tatsumaru

Fue un ninja ascendido por el maestro Shiunsai, y un prominente miembro del clan Azuma, compañero de Rikimaru y de Ayame. 
Durante una gran pelea con la Lady Kagami, los dos son sumergidos al mar. Cuando despierta, Tatsumaru pierde su memoria, y es integrado a la alianza de Kagami y el Burning Dawn (en español: Amanecer Ardiente). Fue unido al ataque de la aldea ninja, en el cual asesina brutalmente a su maestro Shiunsai, y logra recuperar su memoria.
Rikimaru, al ver el cuerpo de su maestro, decide liquidar a Tatsumaru, pero cuando estuvo a punto de matarlo, siente que no puede hacerlo. Tatsumaru aprovecha esa oportunidad para dejarle una cortada en el ojo a Rikimaru y escapar con la Lady Kagami. Tatsumaru siguió a la Lady Kagami, donde se preparaba un duelo final en el castillo de Gohda. A pesar de estar ya consciente de sus crímenes imperdonables, se quedó con Kagami, dado que está enamorado de ella. Su batalla final con Ayame da lugar a su muerte, suicidándose con la propia hoja de su espada. Su cuerpo fue visto por última vez con Kagami, muriendo al lado de su cadáver. 
Once años después de su primera muerte, Tatsumaru fue resucitado por Tenrai para servir como uno de los malvados siervos del brujo. Pero finalmente puede salir del control mental de Tenrai, sacrificándose a sí mismo con el fin de ayudar a sus antiguos aliados Rikimaru y Ayame, y así detener a Tenrai.
- Tesshu

Un médico de día y un asesino por la noche. A diferencia de Rikimaru y Ayame, él no es un ninja entrenado, ni bajo el empleo de Gohda .Tesshu trabaja como mercenario en una organización de vigilantes conocido como Muzen, donde comete asesinatos que solo sirvan como objeto de justicia. En Tenchu: Fatal Shadows Tesshu hace una breve aparición con Rin después de las derrotas de Futaba y Hitoha. 
- Rin

Rin es una joven kunoichi que ha entrenado las artes del asesinato desarmado desde la infancia. Ella nació y se crio en una pequeña aldea ninja que se encuentra en la frontera de Hagakure, reino del malvado brujo Lord Mei-Oh. Después de que su aldea fuera destruida, Rin ha tratado de vengar la muerte de sus seres queridos, trabajando como una asesina a suelo. Al encontrarse con Ayame, las dos pelean una breve batalla, aunque Rin pronto se da cuenta de que las demás kunoichi no se hacen responsables de la destrucción de su aldea. 
Esta pareja entonces forma una alianza a fin de que puedan alcanzar mejor sus objetivos personales. Rin posee una espada llamada Natsume, pero prefiere luchar desarmada, al igual que Tatsumaru y Tesshu. Ella trata de vengar a sus parientes asesinados.

### Personajes recurrentes y de reparto
- Lord Gohda

El señor a quien le sirve al clan Azuma sin falta. 
- Princesa Kiku

La hija de Lord Gohda. Su madre, la Lady Kei, fue asesinada cuando Kiku era una niña. Es como una hermana menor para Ayame.
- Semimaru

El perro Azuma Ninja que aparece en casi todos los juegos en forma de hueso de perro que le pusieron, con el cual ataca al enemigo. También es un personaje jugable en Wrath of Heaven y Time of the Assassins en Versus mode. En Tenchu: Stealth Assassins aparece en la introducción.

## Significados de los nombres
En los nombres japoneses, tanto la pronunciación como el carácter de las palabras, tienen su propio significado en varios casos, haciendo que valga la pena hacer referencia a los siguientes nombres:
- Ayame (彩女) = "Chica colorida"

Ayame es también un homófono para "iris" y un típico nombre para chicas. Por otra parte, su nombre implica la palabra "ayame-ru" (matar), apropiado para considerar que su profesión es asesinar.
Los caracteres kanji aquí significan color y niña / mujer. Si bien el nombre Ayame  puede significar iris, son diferentes. La pronunciación de ambos tipos de caracteres son los mismos.
- Rikimaru (力丸) = "Fuerza-maru"

La forma original es "麻呂,麿 maro" en japonés arcaico, usado para el final del nombre de uno.
- Tatsumaru (龍丸) = "Dragon-maru"

La forma original es "麻呂,麿 maro" en japonés arcaico, usado para el final del nombre de uno.
- Izayoi (十六夜) = "16ta noche"

16ta noche viene de la 16ta Noche de Luna del calendario lunar. Izayoi es la forma nominal de "izayo-u (いざよう)" = "ponerse en movimiento". La 16.ª Noche de Luna aparece horas después, en la noche que en luna llena (15.ª noche de luna), como si fuera a ponerse en movimiento (de ahí su nombre, Izayoi). 
- Gohda Matsunoshin (Lord Gohda) (郷田　松之信) = "Aldea del campo de arroz, La fe del pino"

"之信 noshin" es usado para el final del nombre de uno. "之進 noshin" es más formal desde "進 Shin" es un nombre de la posición oficial en el sistema. Su nombre romaji puede coincidir con el orden del significado de su nombre traducido, ie Gouda = Aldea del campo de arroz
- Kiku-hime (菊姫) = "Princesa-Crisantemo"

"菊" = Kiku, nombre de chica. 
"姫" = Hime, el cual es el título de Kiku (Princesa).
Solo sus parientes la llaman "Kiku", los demás no pueden, salvo Ayame, dado que ella está más cercana personalmente a Kiku.
- Onikage (鬼陰) = "Sombra del demonio

影= demonio, 陰= Sombra. 
陰: Este carácter es usado por "陰陽 onmyo" ("Yin Yang") en la filosofía china. 
La parte -Kage, que significa sombra, también se refiere al ninja. Este "Kage" es usualmente renderizado como "影".
陰 es usado porque este carácter expresa con frecuencia su oscura disposición.
- Mei-Oh (冥王) = "Señor de la oscuridad" o "Señor del inframundo."

El término 冥王星 es el nombre japonés para Pluto. (冥王星 = Pluto, 星 = estrella)
- Fujioka Tesshu (藤岡 鉄舟) = Colina wisteria, Bote de acero

Su nombre romaji es renderizado para que esté en el orden de la traducción del significado de su nombre (ie Fujioka = Colina wisteria)
- Rin (凛) = "Frío"

El término Frío es uno de sus significados, pero esta palabra significa frecuentemente Mente-Fuerte o Terco, por lo cual se usa para describir, en muchos casos, a la mujer.

## Modo de juego
La perspectiva del juego es en tercera persona. Hay numerosos ítems para ayudar al ninja en su misión, pero los items bloqueados solo podrán adquirirse si el jugador obtiene de rango un Grand Master (en español: Gran Maestro) al final del nivel siendo tan sigiloso como le sea posible. Los ítems y controles varían de juego en juego, pero el sistema de juego es esencialmente el mismo en su totalidad. El sigilo es un elemento muy importante en el juego, donde los jugadores tendrán que rodar, agacharse, y esconderse detrás de las paredes para evitar ser detectados. 
Los enemigos pueden ser asesinados de un solo golpe usando los Stealth Kills (en español: Asesinato Sigiloso), y el jugador puede evitar ser detectado mirando el medidor de Ki. Cuanto más grande sea el número, más cerca estará el jugador de un enemigo. Si el jugador es descubierto, el medidor de Ki se volverá rojo, el enemigo alertará a todo aquel que esté en el área, y el jugador se verá forzado a pelear mano a mano o esconderse en algún lugar donde el enemigo no pueda verlo, haciendo que se dé por vencido en su búsqueda, y que siga su ruta de patrulla (similar al Metal Gear Solid).

## Juegos
Dimensional Ninja Action Movie: Tenchu (1998)
- Plataforma: PlayStation
- Desarrollador: Acquire
- Publicador: Sony Music Entertainment, Activision

Tenchu: Stealth Assassins (1998)
- Plataforma: PlayStation
- Desarrollador: Acquire
- Publicador: Sony Music Entertainment, Activision

Tenchu: Shinobi Gaisen (1998)
- Plataforma: PlayStation
- Desarrollador: Acquire
- Publicador: Sony Music Entertainment, Activision

Tenchu: Shinobi Hyakusen (1999)
- Plataforma: PlayStation
- Desarrollador: Acquire
- Publicador: Sony Music Entertainment, Activision

Tenchu 2: Birth of the Stealth Assassins (2000)
- Plataforma: PlayStation
- Desarrollador: Acquire
- Publicador: Activision

Tenchu: Wrath of Heaven (2003)/Tenchu: Return from Darkness (2004) /Tenchu San Portable  (2009)
- Plataforma (s): PlayStation 2/Xbox/PSP
- Desarrollador: K2
- Publicador: Activision, From Software

Tenchu: Fatal Shadows (2005)/Tenchu: Kurenai Portable (2010)
- Plataforma: PlayStation 2/PSP
- Desarrollador: K2
- Publicador: From Software, Sega

Tenchu: Time of the Assassins (2005)
- Plataforma: PlayStation Portable
- Desarrollador: K2
- Publicador: Sega

Tenchu: Dark Secret (2006)
- Plataforma: Nintendo DS
- Desarrollador: Polygon Magic
- Publicador: From Software, Nintendo

Tenchu Z (2006)
- Plataforma: Xbox 360
- Desarrollador: K2
- Publicador: From Software, Microsoft

Tenchu: Shadow Assault (2008)
- Plataforma: Xbox 360
- Desarrollador: From Software
- Publicador: From Software, Microsoft

Tenchu: Shadow Assassins (2009)
- Plataforma: Wii/PSP
- Desarrollador: Acquire
- Publicador: From Software.

## Compra y venta de los derechos
Activision compró los derechos del juego a Sony Music Entertainment, quien originalmente publicó el juego en Japón. Sin embargo, Activision vendió los derechos al publicador japonés del juego From Software en el 2004. Los derechos de From Software no acordaban incluir juegos previamente publicados por Activision. From Software licenciaba la distribución del Fatal Shadows para Sega y Tenchu Z para Microsoft.
Hubo un lanzamiento adicional exclusivo para Japón del Tenchu de la PlayStation. Cien de los mejores competidores de niveles diseñados con el editor de nivel del Tenchu: Shinobi Gaisen (expansión del Tenchu 1 relanzado en Japón) donde todos juntos formaron una expansión sin historia basado en esa expansión llamado, Tenchu: Shinobi Hyakusen.El motor y los fundamentos del juego se mantuvieron sin cambios. Shinobi Hyakusen sigue siendo famoso por sus niveles extremadamente difíciles, hecho por los fanes de Tenchu, especialmente porque por la excesiva falta de tiempo límite y un montón de items excluidos, salvo las tachuelas (caltrops) y los shurikens. No fue lanzado en Norteamérica o Europa.

### Oficiales
- 天誅 忍大全 トップ
- Web de Activision

### No oficiales
- Tenchu Checkpoint
- Tenchu Missions
- Noticias de Tenchu Z
- Noticias de Tenchu 4
- BITBACK: Matando con sigilo en el TENCHU de PlayStation (Guiltybit.com)

- Datos: Q2094159